# Markel Starks
Markel Starks (Accokeek, 21 febbraio 1991) è un cestista statunitense.

## Palmarès
- Campionato turco: 1

Fenerbahçe: 2021-22